# Vanilla odorata
Vanilla odorata är en orkidéart som beskrevs av Karel Presl. Vanilla odorata ingår i släktet Vanilla och familjen orkidéer. Inga underarter finns listade i Catalogue of Life.